# Sint-Martinuskerk (Opbrakel)

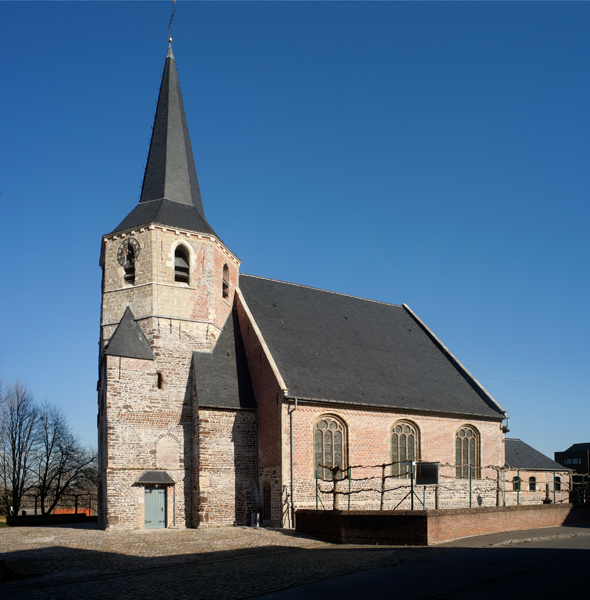
Sint-Martinuskerk

De Sint-Martinuskerk is de parochiekerk van de tot de Oost-Vlaamse gemeente Brakel behorende plaats Opbrakel, gelegen aan de Sint-Martensstraat 6.

## Geschiedenis
Eind 11e eeuw was er in Opbrakel al een bedehuis waarvan het patronaatsrecht werd toegekend aan de Abdij van Ename. Het oudste deel van de kerk is een laatromaanse toren uit de 13e eeuw. Oudere delen werden niet aangetroffen. In de eeuwen hierop volgend werd de kerk meermaals verbouwd en einde 16e eeuw werd hij ook zwaar beschadigd tijdens de godsdiensttwisten. In 1589 werd het koor hersteld. In 1716 begon men met de herbouw van het schip. In 1742 kwam een nieuw koor tot stand en in 1743 volgde een sacristie. In 1868 werden de vensters in neogotische trant gewijzigd.

## Gebouw
De driebeukige classicistische pseudobasiliek heeft een driezijdig afgesloten koor. De voorgebouwde westtoren heeft een opvallend zware vierkante onderbouw, uitgevoerd in ijzerzandsteen en zandsteen. Hierboven bevindt zich een achtkant deel van zandsteen en baksteen. Het schip is voornamelijk gebouwd in baksteen, maar er is ook natuurstenen metselwerk in verwerkt wat vermoedelijk van de oude kerk afkomstig is.

## Interieur
Het middenschip wordt overkluisd door een tongewelf. In 1754 werd een versiering in rococostijl aangebracht.
De kerk bezit een 18e-eeuws schilderij van het Laatste avondmaal. Ook het hoofdaltaar is 18e-eeuws. De zijaltaren zijn iets jonger. De preekstoel is van 1765 en in rococostijl. De lambrisering is in Lodewijk XV-stijl. Het stenen doopvont is vermoedelijk 15e-eeuws. Het orgel van 1789 werd vervaardigd door Lambert-Benoît Van Peteghem.